# Tricentra mimula
Tricentra mimula là một loài bướm đêm trong họ Geometridae.